# Blokus
Blokus je abstraktní desková hra pro 2 až 4 hráče, založená na pokládání hracích dílků na hrací plochu tak, aby se dílky stejné barvy dotýkaly pouze rohem. Jejím autorem je Bernard Tavitian a poprvé ji v roce 2000 vydala francouzská firma Sekkoia. Blokus získal řadu ocenění a v současnosti je to jedna z nejčastěji oceňovaných her.

## Pravidla

Všech 21 dílů jednoho hráče

Blokus se hraje na čtvercové desce rozdělené na 20×20 polí. Ve hře čtyř hráčů má každý hráč k dispozici 21 hracích dílů své barvy (červená, modrá, žlutá, zelená), které jsou tvořeny jedním až pěti čtverečky o velikosti jednoho pole (tzv. polyomina, podobné např. dílům z počítačové hry Tetris). V každé barvě jsou všechny díly, které lze z tohoto počtu čtverečků vytvořit.
Hráči v pořadí modrý, žlutý, červený a zelený střídavě pokládají vždy jeden díl na hrací plochu podle následujících pravidel:
- díl nesmí překrývat žádný již položený díl;
- první položený díl v každé barvě musí zakrývat některé rohové pole;
- každý další díl se musí dotýkat aspoň jednoho dílu stejné barvy rohem, ale nesmí se dotýkat žádného dílu stejné barvy hranou (s díly jiných barev se může dotýkat libovolně).

Nemůže-li hráč položit žádný svůj díl, odstupuje ze hry (protože se položené díly během hry nepřemisťují ani neodstraňují, nebude již v této hře moci žádný svůj díl položit). Hra pokračuje, dokud aspoň jeden hráč může pokládat díly. Po skončení hry každý hráč ztrácí tolik bodů, kolik mu zbylo čtverečků v jeho nepoložených dílech. Jestliže některý hráč položil všechny své díly, dostává bonus 20 bodů, pokud jako poslední svůj díl položil díl tvořený jediným čtverečkem, jinak dostává 15 bodů.
Vítězem je hráč s nejvíce body (resp. nejméně ztracenými body). Vítězem tedy nemusí být hráč, který zůstal ve hře jako poslední.

### Hra pro dva nebo tři hráče
Ve hře dvou hráčů má každý hráč dvě barvy a začíná ve dvou rozích (obvykle protilehlých). Díly těchto dvou barev spolu mohou sousedit libovolně, i když patří stejnému hráči.
Ve hře tří hráčů hrají za čtvrtou barvu střídavě všichni hráči. Její závěrečné skóre se ignoruje. Tato varianta je však někdy pokládána za nespravedlivou, protože v ní má výhodu hráč, který začínal v rohu ležícím proti rohu, v němž začínala čtvrtá barva.

### Hra v týmech
Čtyři hráči mohou hrát ve dvou dvojicích proti sobě. Jedna dvojice má modrou a červenou, druhá žlutou a zelenou. Pořadí barev zůstává stejné, takže hráči obou dvojic se v tazích střídají. Hráči stejné dvojice začínají v protilehlých rozích.

## Varianty

### Blokus Duo
Blokus Duo je verze určená pro dva hráče. Obsahuje jen dvě barvy (oranžovou a fialovou, začíná oranžová, díly jsou v obou barvách stejné jako v základní verzi) a hraje se na desce o velikosti 14×14 polí. První díl nemusí překrývat rohové pole, ale pole ležící na diagonále jako páté od rohového. Pravidlo pro dotýkání dílů stejné barvy se nemění.

### Blokus Trigon

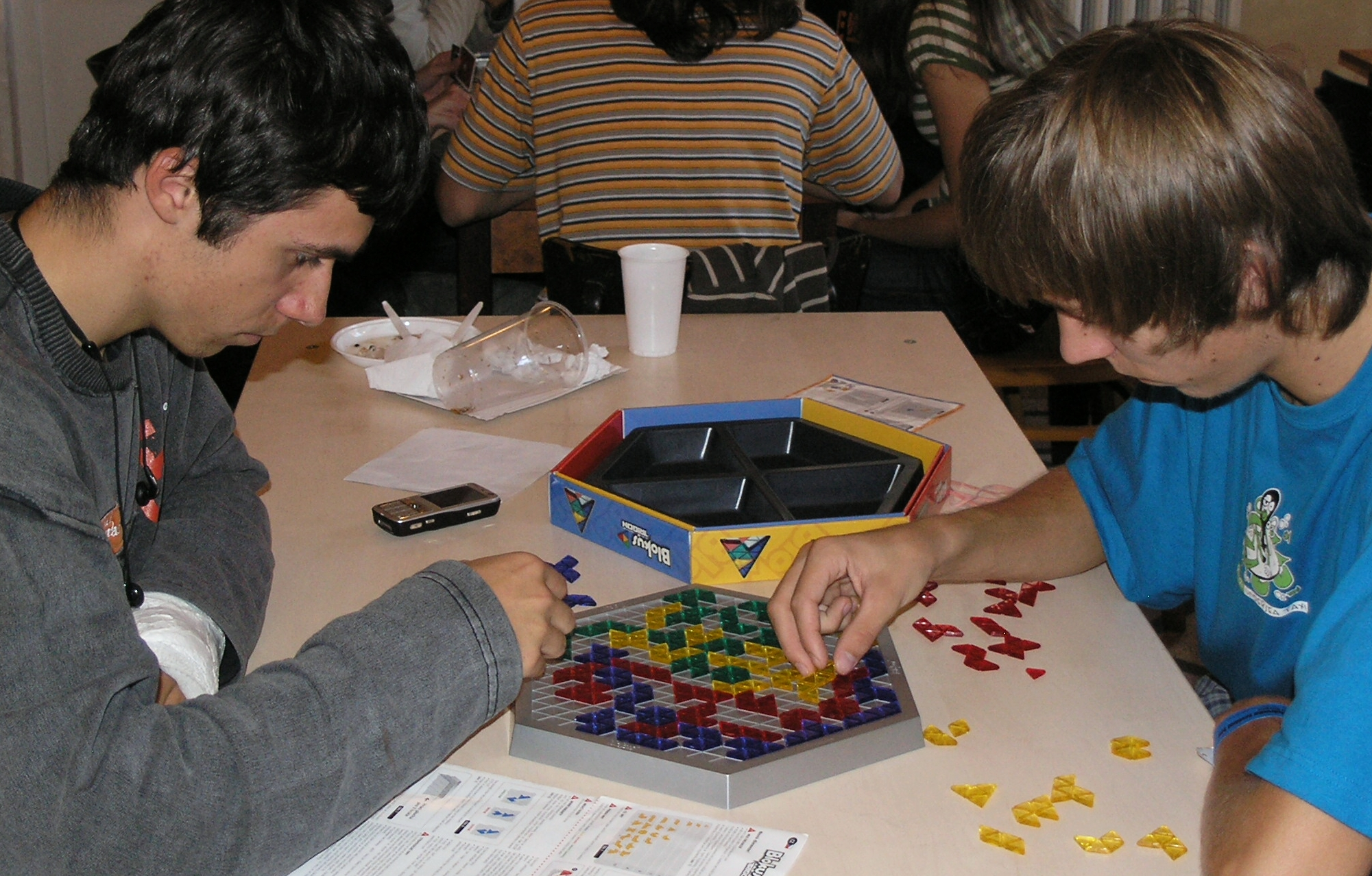
Blokus Trigon

Blokus Trigon se hraje na šestiúhelníkové desce rozdělené na 486 trojúhelníčků. Každý hráč má 22 dílů tvořených jedním až šesti trojúhelníčky. Opět platí, že nově položený díl se musí dotýkat jiného dílu stejné barvy rohem a žádného hranou. Varianta pro pokročilejší hráče zakazuje, aby se díl dotýkal svým rohem hrany jiného dílu stejné barvy (oba se musejí dotýkat pouze rohy).
Tuto variantu mohou hrát 2 až 4 hráči a považuje se za vhodnější pro 3 hráče než klasický Blokus.

### Blokus Giant
Blokus Giant je základní Blokus ve větším provedení (deska má rozměry 57×57 cm). Pravidla jsou stejná jako v základní verzi.

### Blokus 3D
Blokus 3D je nové vydání hry Rumis, jejímž autorem je Stefan Kögl. Přináší do hry třetí rozměr a s ním významnou změnu pravidla pro dotýkání dílů stejné barvy.
Každý hráč má 11 dílů, tvořených dvěma až čtyřmi krychličkami. Hráči si před zahájením hry vyberou jednu ze čtyř šablon, na níž je zobrazena hrací plocha. Každý hráč musí položit svůj díl tak, aby se dotýkal aspoň jednoho dílu stejné barvy stěnou. Výjimkou je první kolo, v němž první hráč položí svůj díl na šablonu libovolně a ostatní hráči tak, aby se dotýkal stěnou aspoň jednoho již položeného dílu. Položené díly navíc nesmějí překročit půdorys šablony ani povolenou výšku a nikde nesmí vzniknout prázdné místo pod krychličkou.
Nemůže-li hráč položit svůj díl, odstupuje ze hry (v této variantě by se teoreticky mohlo stát, že by v některém dalším tahu mohl některý díl položit, pravidla to však neumožňují).
Na konci hry každý hráč získá tolik bodů, kolik stěn jeho barvy je vidět při pohledu na plochu seshora, minus tolik bodů, kolik neumístěných dílů (tentokrát bez ohledu na počet jejich krychliček) mu zbylo. Hráč s největším počtem bodů vítězí.

## Blokus jako hlavolam
Samotný hráč může využít Blokus jako hlavolam. Úkolem je položit všech 84 dílů ve všech barvách na hrací desku při dodržení všech pravidel hry. Obtížnější varianta vyžaduje, aby byly díly pokládány v sestupném pořadí podle počtu čtverečků (napřed se musejí položit všechny díly složené z 5 čtverečků, pak ze 4, 3 atd.).
Další možností je pokusit se položit všech 20 dílů složených ze 4 čtverečků do obdélníku o rozměrech 8×10 nebo všech 48 dílů složených z 5 čtverečků do obdélníku o rozměrech 15×16 (v obtížnějších variantách tak, aby se žádné dva díly stejné barvy nedotýkaly hranou).